# صوس (ملك إسبرطي)
صوس (باليونانية: Σόος) هو ابن بروكليس، والملك الثاني لأسبرطة (أسطوري) من سلالة يوريبونتيد، وأب يوربون الذي سيخلف الحكم من بعده.

## تسمية
صوس (باليونانية: Σόος) يعني الاستقرار.

## وصلات خارجية
- مولر، كارل أوتفريد تاريخ وآثار السلالة الدوريون. (باللغة الإنجليزية)